# Der Deutschen-Spiegel
Der Deutschen-Spiegel (auch Der Deutschenspiegel) war eine wöchentliche Zeitschrift für Politik, Wirtschaft, Kultur und Literatur in der Weimarer Republik, die von 1924 bis 1933 in Berlin erschien. Sie entstand im Umfeld des Reichsbürgerrats und war mit diesem eng verbunden. Sie war politisch bürgerlich-konservativ und zuletzt deutschnational ausgerichtet, distanzierte sich jedoch explizit von jeder Zuordnung zu einer bestimmten Partei. Sie trug die Untertitel Politische Wochenschrift (1924–1932) und Politische Wochenschrift auch für Kunst und Wirtschaft (1933). Sie ist nicht zu verwechseln mit dem mittelalterlichen Rechtsbuch Deutschenspiegel, auf dessen Name der Titel jedoch anspielt.
Der Deutschen-Spiegel erschien freitags, erstmals am 5. September 1924. Das Einzelheft mit 24 bis 40 Seiten (Format 14,5 × 22 cm) wurde von 1924 bis 1933 für 50 Pfenning (0,50 Mark) verkauft, das Abonnement war für 5 Mark im Quartal erhältlich. Dies war ein vergleichsweise geringer Preis. Dem Zeitungswissenschaftler Helmut Hüttig zufolge hatte das Wochenblatt, das zunächst „in Form einer unaufdringlichen Broschüre“ im Selbstverlag erschien, rasch Erfolg und erreichte 1925 eine für politische Zeitschriften recht hohe Auflage von 12.000 Exemplaren.

## Verlag, Gründer und Redaktion
Die Der Deutschen-Spiegel Verlagsgesellschaft mbH, welche auch einige politische Sachbücher in Verbindung, hatte ihren Sitz in der Potsdamer Straße 118c in Berlin W 35. Die Adresse war mit der Geschäftsstelle des Reichsbürgerrats identisch. Der Deutschen-Spiegel entwickelte sich aus dessen Verlagsarm. Mit dem Rat und dessen Vorsitzenden, dem früheren preußischen Innenminister Friedrich Wilhelm von Loebell, war Der Deutschen-Spiegel stets eng verbunden. Loebell gehörte zu den häufigsten Autoren, und er nutzte das Journal intensiv als Plattform für seine politischen Initiativen und als Kampagnenwerkzeug.
Loebells Biograph Peter Winzen nennt den Deutschen-Spiegel eine „Verbandszeitschrift“. Das war sie offiziell zwar nicht, es trifft aber zunächst ihre Funktion – zumindest so lange, wie der Reichsbürgerrat und Loebell persönlich aktiv waren. Nach 1927 war der Reichsbürgerrat kaum noch sichtbar, spielte um 1930 politisch keine Rolle mehr und war mit Loebells Tod 1931 quasi verschwunden. Die Zeitschrift war dagegen in der Lage, sich auch ohne Loebell und den Rat in ihrer Nische zu halten.
Sie wurde meist diffus dem deutschnationalen Lager, der DNVP oder auch dem Stahlhelm zugerechnet, obwohl es keinerlei offizielle Parteibindung gab. Mit der Radikalisierung der Rechten geriet auch die Zeitschrift in das völkisch-nationalistische Fahrwasser.
Gründungsherausgeber waren Karl Ernst Haeuber und Otto Kriegk. Haeuber war zunächst Geschäftsführer des Landesbürgerrats Sachsen, dann von Loebell als Geschäftsführer des Reichsbürgerrats rekrutiert worden. Als die Mitte-Rechts-Parteien unter Vorsitz von Loebell ein Findungskomitee für eine Sammelkandidatur zur Reichspräsidentenwahl 1925 einrichteten (sog. „Loebell-Ausschuss“), war Haeuber zentraler Organisator. Den Ko-Herausgeber Otto Kriegk beschreibt Loebells Biograph Peter Winzen als „Pressechef des Reichsbürgerrats“. Das trifft zumindest informell zu. Kriegk war als Journalist für verschiedene Blätter der Hugenberg/Scherl-Gruppe (Berliner Lokal-Anzeiger, Berliner illustrierte Nachtausgabe, Die Woche) wohl ausgelastet. Er schrieb zwar regelmäßig für den Deutschen-Spiegel, als verantwortlicher Redakteur zeichnete jedoch stets Haeuber.
1928/29 trat anstelle von Kriegk Richard von Lyncker als Herausgeber ein. Haeuber blieb Herausgeber, bis er Ende 1932 zum Berliner Tageblatt als Leiter Innen- und Kulturpolitik wechselte (1934 wurde er dort Hauptschriftleiter). Aufgrund des Wechsels erschien die Zeitschrift Ende 1932 nicht mehr. Anfang 1933 übernahm sie der bisherige Autor Ewald Moritz unter seinem Pseudonym Gottfried Zarnow als alleiniger Herausgeber und Redakteur. Mit ihm kam der Wechsel zur Neudeutschen Verlags- und Treuhand-Gesellschaft, Berlin, sowie zur neuen Adresse Großbeerenstr. 5, Berlin SW11.
Als weitere Redakteure wirkten zeitweise Georg Gottlieb Gassert (1924–27), Richard von Lyncker (1927, 1929, 1930), Georg Dreßler (1927, v. a. Beilage Deutscher Spardienst).

## Konzept
Wie viele andere politisch-literarische Zeitschriften des Typs „Rundschau“, grundsätzlich nicht anders als im linken oder liberalen Spektrum, mischte das konservative Blatt jede Woche Essays zur Innen- und Außenpolitik, die der Meinungsbildung und Debatte im eigenen politischen Lager dienten, mit einer Wochenübersicht (Rubrik „Wochenspiegel“ auf zwei Seiten Blitzlichter: aktuelle Tatsachen, Zahlen, Zitate von jeweils ein bis zwei Sätzen Länge), Wirtschaftsanalysen, Kultur-orientierten Beiträgen sowie Buchbesprechungen und einem Fortsetzungsroman. Mit etwa fünf bis sechs Aufsätzen dominierte die Politik. Insgesamt gab es meist um die acht bis zehn Beiträge pro Heft.

Im ersten Heft beteuerten die Gründer im Geleitwort:
„Immer wird der deutsche Mensch vor der äußerlichen Form und vor irgendeinem Programm unsres öffentlichen Lebens stehen. Nicht von dem Maulwurfshügel eines festen Programms wollen wir das Streben andrer bekritteln und bewitzeln. Mitten im ewigen Strom des Lebens wollen wir schwimmen, mit die Wege erkämpfen: Vom deutschen Menschen zum deutschen Staat. Nur eines ist Basis: der Zwitter des deutschen Menschen von heute, das mit trügerischen Farben gemalte Bild unseres heutigen Staates, unserer heutigen Kultur und Wirtschaft, dieses Leben, das ein Europa vor einem Jahrzehnt in seiner äußeren Form nachäfft, sind uns nicht anbetungswürdig.“
Die Betonung der Überparteilichkeit ermöglichte es Politikern und politischen Journalisten und Schriftstellern im gesamten Mitte-Rechts-Spektrum, zur Zeitschrift beizutragen. Unter den Autoren befanden sich neben zahlreichen Parteilosen Mitglieder von DDP, DVP, Wirtschaftspartei und DNVP, wobei die Deutschnationalen am stärksten vertreten waren.

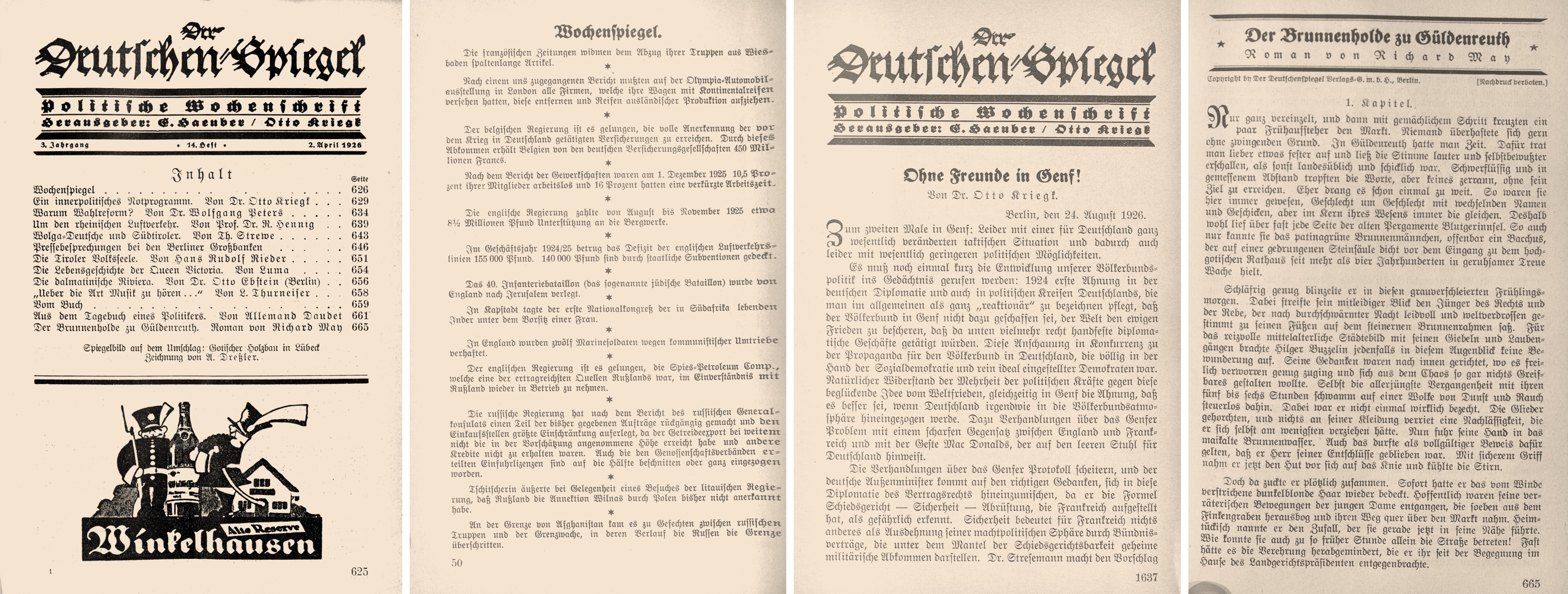
Typische Beispielseiten der Zeitschrift Der Deutschen-Spiegel aus dem Jahrgang 1926 mit Inhaltsverzeichnis, Rubrik „Wochenspiegel“, Leitartikel-Essay zur Genfer Völkerbund-Politik von Otto Kriegk und Fortsetzungsroman „Der Brunnenholde von Güldenreuth“ von Richard May

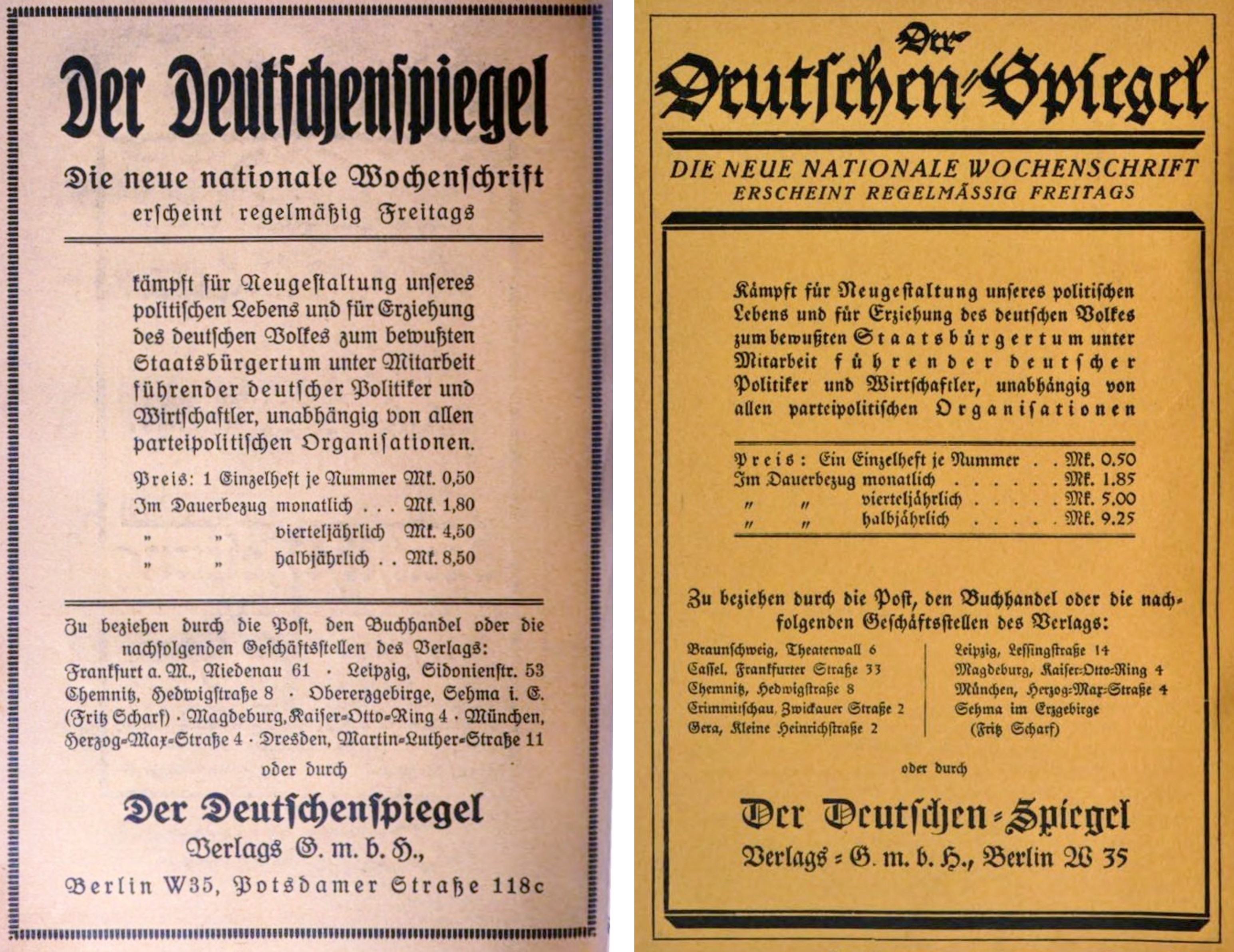
Zwei Werbeanzeigen mit unterschiedlichen Fraktur-Titelschriften für die Wochenschrift Der Deutschen-Spiegel auf den Heftrückseiten einer anderen konservativen Zeitschrift. Links: aus Die Kriegsschuldfrage Monatsschrift für internationale Aufklärung, 2. Jg., Nr. 10, Oktober 1924; rechts: aus 3. Jg., Nr. 1. Januar 1925

Die Zeitschrift verortete sich deutlich sichtbar im „nationalen“ Spektrum. In einer Verlagsanzeige zur Einführung bezeichnete sie sich als „Die neue nationale Wochenschrift“. Der Deutschen-Spiegel ließ sich beschreiben als „ein Führer zum Deutschtum, zum deutschen Staat, ein Erzieher zu deutscher Politik, ein Deutschen-Spiegel, in dem die Tagesereignisse aufgefangen und kritisch zurückgeworfen werden“.
Das Feuilleton war klein, aber fester Bestandteil und unterstrich den intellektuellen Anspruch der Zeitschrift. Dazu gehörte neben den Buchbesprechungen pro Woche mindestens ein kultureller oder geisteswissenschaftlicher Aufsatz. Fast unverzichtbar war in den ersten Jahren der Fortsetzungsroman auf den hinteren Seiten, beispielsweise 1925/26 Ein Mann geht den Weg von Erich Lilienthal, Küstrin und Am Kreuzweg von Hans Henning Freiherr von Grote, Jerusalem (Novelle) von Ludwig Bäte, Der Brunnenholde zu Güldenreuth von Richard May. Sturz nach oben, Leonid (Novelle), Elsbeth (Skizze) und Der Ball von Erwin Stranik, Abgeordneter Meyer (Tragikomödie) von Josef Buchhorn. Dabei zog sich ein längerer Roman über 15 bis 25 Wochen-Folgen hin, Novellen und kurze literarische Formate über weniger Ausgaben.

## Beilagen und Titelintegration
Von 1926 bis 1929 erschien die Beilage bzw. Sonderteil (hinten im Heft) Deutscher Spar-Dienst (DSD), der in Verbindung mit Organisationen für Spar- und Vereinfachungs-Maßnahmen in der privaten und öffentlichen Wirtschaft vom Verlag für Wirtschaft und Verwaltung herausgegeben wurde. Redaktion von Georg Dreßler.
Von 1931 bis 1932 führte die Zeitschrift die Monatsbeilage Reich und Staat Monatsschrift für politische Reform.
1930 ging die von Otto Kayser in Hamburg herausgegebene Monatszeitschrift Norddeutsche Blätter – Nationale Monatsschrift (Verlag Gremmer & Kröger) im Deutschen-Spiegel auf.

## Gestaltung und Anzeigen
Die Titelseite der ersten Jahre war schlicht und eigentümlich. Der Name in einer künstlerisch verfeinerten Frakturschrift dominierte die im sehr schlichten Design gehaltene Seite. Darunter wählte die Redaktion meist eine Strichzeichnung in einer ovalen Form aus. Im Innenteil entschied sich die Zeitschrift trotz allgemeiner Trends zur Grotesk- oder Antiquaschrift für Fraktur auch im Fließtext. Die Titelgestaltung änderte sich erst ab März 1933 unter dem neuen Herausgeber Ewald Moritz / Gottfried Zarnow, der großflächige NSDAP-Symbolik auf den Titel brachte.
Die Zeitschrift enthielt meist mehrere Werbeanzeigen, die mit kraftvoller Grafik die langen Lesestücke deutlich auflockerten. Dies warben oft für Genussprodukte. Besonders auffällig war die äußerst häufige Zigarettenreklame für Marken wie Constantin-Cigaretten, Josetti Eljen-Cigaretten, Das hohe C Cigaretten, Eckstein-Cigaretten, Reemtsma Sascha Cigaretten, Ufa-Zigarette, Zuban-Zigaretten, Haus Neuerburg Zigaretten. Daneben gab es Werbung für Kaffee Hag, Kathreiners Malzkaffee, Stollwerck-Schokolade, Gustav Cyliax Schokoladen- und Kakao-Werke, den Weinbrand Winkelhausen Alte Reserve, Weinbrand Macholl, Max Krause Briefpapier, Formamint Tabletten, für Dienstleister (z. B. Zeitungsausschnittbüros, Anzeigenvermittler) oder für Zeitungs- (Tägliche Rundschau) und Buchverlage, meist mit politischen und Sachtiteln wie Meyers Lexikon / Bibliographisches Institut, Hugo Schüssler Verlag, Stahlhelm-Verlag.

## Verwaltungsreform-Preisausschreiben 1925/26
Von Loebell und der Reichsbürgerrat waren 1925 auf dem Höhepunkt ihres Einflusses. Die Kandidatur und Wahl Paul von Hindenburgs zum Reichspräsidenten galt auch als ihr organisatorischer Erfolg. Nach der Wahl Hindenburgs versuchte der Reichsbürgerrat das günstige Momentum für seine wirtschafts- und finanzpolitischen Vorstellungen zu nutzen. Er bildete ein „Kuratorium für Spar- und Vereinfachungsmaßnahmen“, deren Ko-Vorsitzende Loebell und der Präsident des Rechnungshofs Friedrich Saemisch waren. Saemisch wurde damals als „Sparkommissar“ des Reiches bezeichnet.
Das Kuratorium veröffentlichte im Deutschen-Spiegel-Verlag mehrere finanzpolitische Bücher und Pamphlete. Es lobte gemeinsam mit dem Deutschen-Spiegel im Juli 1925 ein Preisausschreiben zur Gewinnung von Vorschlägen zur wirtschaftlichen Gestaltung der öffentlichen Verwaltung in Deutschland aus. Der Ideenwettbewerb zielte vorrangig auf Verschlankung, Aufgabenkritik, Abbau und Beschränkung von Verwaltungsaufgaben sowie Effizienz- und Rationalisierungsgewinne. Die Vorschläge sollten umfassend begründet werden. Dafür wurden Preise in erheblicher Höhe ausgesetzt (1. Preis 8000 Mark, 2. 4000 Mark, 3. 2000 Mark, 4. Und 5. Je 1000 Mark, 6.-9. Je 500 Mark). Eine Jury aus Verwaltungsexperten und Professoren, von denen mehrere dem Kuratorium angehörten, sollte die Beiträge begutachten.
Von linksliberaler und sozialdemokratischer Seite wurde die Initiative als wenig substanzreich, eher als Publicity-Maßnahme und als politischer Angriff konservativer Wirtschafts-Interessengruppen auf den Sozialhaushalt und Steuern für Besserverdienende wahrgenommen.
Das Ergebnis des Preisausschreibens, das sich bis ins Frühjahr 1926 hinzog, enttäuschte Politik und Verwaltungsexperten. Das Preisgerichte machte in Heft 15 am 9. April 1926 die Gewinner bekannt. Es hieß, dass von den eingereichten 131 Arbeiten keine die anderen so sehr überragt hätte, dass der 1. oder 2. Preis vergeben werden konnte. Die Jury vergab daher den 3. Preis als ersten (Gewinner: Joachim Dalchow, preußischer Regierungsrat) und weiterer Preise, überwiegend an Beamte. Der Deutschen-Spiegel-Verlag publizierte einige der Papiere, die aber keine Debatten anstießen.

## Rolle beim Volksentscheid zur Fürstenenteignung 1926
Für eine Kontroverse sorgte bei den Kampagnen zum Volksentscheid zur Fürstenenteignung 1926 die Ankündigung, im Deutschen-Spiegel einen Briefwechsel mit Reichspräsident Hindenburg zu diesem Referendum zu veröffentlichen und dies zugleich als Flugblatt massenhaft zu verbreiten. Dass Hindenburg, ein bekennender Monarchist, als Privatmann dagegen war, erwartete jeder. Hindenburg hatte jedoch bisher versucht, sich aus Gründen der Amtsneutralität nicht in den Meinungskampf um die Fürstenenteignung ziehen zu lassen. Nun spannte ihn Loebell offenbar vor den Karren.
Der sozialdemokratische Vorwärts widmete dieser „Intrige“ eine ganze Titelseite. Er machte den Inhalt des Hindenburg-Briefs vom 22. Mai 1926 an Loebell bekannt, der der Redaktion offenbar aus Regierungskreisen zugespielt wurde. Loebell und Herausgeber Kriegk wurde vorgeworfen, dass sie den arglosen Hindenburg überrumpelt und sich unter dem Vorwand der Vertraulichkeit eine Privataussage erschlichen hätten, um den Reichspräsidenten zu instrumentalisieren. Überdies sei Hindenburg suggeriert worden, die Fürstenenteignungskampagne richte sich in Wahrheit gegen Hindenburg selbst, um ihn zum Rücktritt zu zwingen. Die SPD-Reichstagsfraktion reagierte zudem mit einer Interpellation im Reichstag, um die Reichsregierung zu einer Stellungnahme zum Hindenburg-Brief zu zwingen. Das Kabinett gab eine Stellungnahme ab, und Reichskanzler Wilhelm Marx (Zentrum) äußerte sich im Reichstag.
Die Aktion des Deutschen-Spiegels, die mit Loebells Veröffentlichung des Hindenburg-Briefs in einer Sonderausgabe des Deutschen-Spiegels am 7. Juni 1926 ihren Gipfel erreichte, sorgte nicht nur für erheblichen Pressewirbel, wobei die Nachrichtenagenturen den Inhalt verbreiteten und ein großer Teil der Tageszeitungen im ganzen Reich den Deutschen-Spiegel auf den Titelseiten nachdruckte. Der Vorgang sorgte innenpolitisch für Polarisierung zwischen den Lagern, während die Reichsregierung noch parlamentarisch nach einem entschärfenden Kompromiss zwischen den Parteien suchte.
Loebell behauptete, er habe den Brief nur veröffentlichen wollen, falls die Kompromisssuche der Regierung gescheitert wäre. Er habe ihn in der Sondernummer des Deutschen-Spiegels am 7. Juni 1926 nur publiziert, weil der Vorwärts ihn gestohlen und verbreitet habe.

## Beleidigungsprozess Kuttner/Zarnow 1932
Der SPD-Abgeordnete im Preußischen Landtag, Erich Kuttner, ging 1931 juristisch gegen Behauptungen des völkisch-nationalen Gerichtsreporters und Schriftstellers Ewald Moritz (Pseudonym Gottfried Zarnow) vor, dessen Buch Gefesselte Justiz – Politische Bilder aus deutscher Gegenwart (2 Bände 1930/1931) die vermeintliche Einflussnahme der demokratischen Parteien auf Gerichte und Staatsanwaltschaften zu skandalisieren versuchte. Insbesondere ging es um Kuttners Rolle im Barmat-Prozess. Kuttner strengte ein Strafverfahren wegen Beleidigung an. Moritz–Zarnow forderte eine autoritäre Justiz, wandte sich gegen liberale und republikanische Orientierungen im Rechtswesen und versuchte nachzuweisen, dass die Parteien der „Weimarer Koalition“ zum eigenen Nutzen oder zur Vertuschung von Korruption und Affären das Recht beugten, zum anderen eine „rote Justiz“ rechts orientierte Angeklagte unfair verfolge. Das Strafverfahren gegen Moritz–Zarnow zog große Presseaufmerksamkeit auf sich.
Kuttners Versuch, über einen Zivilprozess am Kammergericht das Verbot des Buches Gefesselte Justiz zu erreichen, führte zu einer neuen Runde. Über die Kammergerichtsverhandlung veröffentlichte Moritz–Zarnow den Artikel „Genosse Kuttner“ im Deutschen-Spiegel (Heft 6, 5. Februar 1932). Darin teilte er gegen Kuttner aus. Er warf ihm vor, er sei in dem Zivilprozess zu einem Meineid bereit gewesen und nur durch das Gericht selbst davor bewahrt worden. Küttner zeigte ihn und die Zeitschrift an. Es kam zu einer Anklage wegen übler Nachrede in Tateinheit mit öffentlicher Beleidigung. Im März 1932 wurde Moritz in Berlin in erster Instanz zu drei Monaten Gefängnis verurteilt. Der mitangeklagte Herausgeber Haeuber wurde zu 200 Mark Geldstrafe verurteilt. Die Verurteilten gingen in Berufung vor dem Landgericht I. Die Strafkammer verwarf die Berufung und den Wahrheitsbeweis. Sie wandelte aber die Gefängnisstrafe in eine Geldstrafe von 900 Mark um, weil die Äußerung in einem von beiden Seiten scharf geführten politischen Kampf gefallen sei.
Moritz–Zarnow bezeichnete Erich Haeuber 1931 als „die zuverlässigste Stütze (…) im Abwehrkampf gegen die im Landtag, im Vorwärt und in der demokratische Presse gegen mich versuchte Ehrabschneidung“. Er habe „gerade wegen der gehässigen Kampfesweise meiner Gegner mir seine Zeitschrift zur Verfügung gestellt“.

## Verbot 1933
Unter der neuen Herausgeberschaft von Moritz–Zarnow schwenkte die Zeitschrift völlig um auf einen regimeergebenen, von nationalsozialistischem Jargon, Hitler-Euphorie, Anbiederung an Joseph Goebbels und Hetze gegen Parteifeinde durchzogenen Kurs und Stil. Der bisherige intellektuelle Anspruch verschwand. Dies verhinderte jedoch nicht den Konflikt mit dem Regime. Im Juni 1933 verbreitete Der Deutschen-Spiegel Informationen über die Medien der Exil-SPD in Prag. Dies war möglicherweise eine vom Propagandaministerium unerwünschte Veröffentlichung. Zuvor war der Vertrieb der Zeitschrift in der Tschechoslowakei zusammen mit vielen anderen deutschen und deutschsprachigen Blättern von der Prager Regierung verboten worden. Ob es hier einen Zusammenhang gibt, ist unklar.
Kurze Zeit später wurde die Zeitschrift im Juli 1933 vom Geheimen Staatspolizeiamt zunächst für drei Monate bis Oktober 1933 verboten. Die Gründe dafür sind nicht bekannt. Es ist spekuliert worden, dass die Zeitschrift entweder in den Geruch geriet, andere rechtsradikale Organisationen jenseits der NSDAP zu unterstützen, oder dass Moritz–Zarnow sich weigerte, sich einem unbedingten Antisemitismus unterzuordnen.
Nach Ende des Gestapo-Verbots erschien die Zeitschrift nicht wieder.

## Weblink
Detaillierter Nachweis in der Zeitschriftendatenbank ZDB mit Verfügbarkeit in deutschen Bibliotheken ZDB-ID 554000-8

## Autoren und Mitarbeiter
Pseudonyme: Zahlreiche Autoren schrieben unter Pseudonym: Arbiter, Aspasia, Bohemicus, Bremensis, Caledonius, Civis, Colonnel, Gossipius, Gümbel, Ichabod, Industrius, Iwan Moskwitsch, Jodokus, Luma, Lunta, Mehlan, O. d. R., Pasquino, Peer, Peregrinus, Polybios, Polyphem, Quilya, Quintus, Scultetus, Stauffacher, Sibyllinus, Till
Mit Namen zeichneten:
- Oskar Aust, Verwaltungsexperte
- Carl Badendieck
- Ernst Baeumer, Journalist
- Ludwig Bäte
- Georg Barth, DNVP-Politiker, Mitglied des Reichstags
- Hermann Baumberger-Deimling, Schriftsteller
- Geo Bayer, Schriftsteller
- Conrad Bernt
- W. Bickerich
- M. von Binzer
- Christian Boeck
- Conrad von Borsig, Unternehmer
- Johann Viktor Bredt, Professor für Staatsrecht, Politiker der Wirtschaftspartei Reichspartei des deutschen Mittelstandes
- W. Bickerich, Syndikus, Reichsverband der Industrie- und Geschäftshausbesitzer
- Walter Bloem
- R. A. Brandes
- Wilhelm Bruchmüller
- Josef Buchhorn
- Paul Burg
- Arvid von Carnall
- Walther Christiansen
- Herbert Conrad
- Otto Conrad
- Paul Josef Cremers
- Friedrich Ebeling, Ingenieur, Ministerialbeamter
- Otto Ebstein, Schriftsteller
- Hanns Gert von Esebeck, Schriftsteller
- Otto Ewel, Maler und Kunstprofessor
- Paul Fincke, Studienrat
- Hans-Joachim Flechtner
- Walter Flemming
- Hans Franck
- Axel von Freytag-Loringhoven, DNVP-Politiker, Mitglied des Reichstags
- P. Fricke
- Rolf Fritzsche
- Werner Fuchs-Hartmann
- Georg Gottlieb Gaffert, verantwortlich für Anzeigen und kaufmännische Leitung
- S. D. Gallwitz
- Franz Alfons Gayda, Journalist
- Walther Gärtner, Mitarbeiter Reichsrechnungshof, Senatspräsident
- Otto Geßler, DDP-Politiker, Mitglied des Reichstags
- Glaser-Neuendorf
- Erich Glossen
- Hans Großkreutz, Ministerialbeamter, Archivrat im Reichsarchiv
- Hans Henning Freiherr von Grote
- Fritz Freiherr von Hake, Offizier
- Ludwig Hamburger
- Hermann Handtke
- Fritz von Haniel, Kaufmann
- Alfredo Hartwig
- Walter von Hauff, Schriftsteller
- Richard Hennig, Professor für Verkehrswissenschaftlen, Geograph
- Hans Hennigsen
- F. Hepner
- Otto Hermann
- Egon Heymann
- Alfred Erich Hoche
- E. Hoffzimmer
- Walter Hofmann, Gotha
- Carl Hollweg, Vizeadmiral
- Hans-Werner von Hugo
- W. von Jecklin
- Arndt Jesse
- K. Juckerstorff
- Max Jungnickel
- Otto Kayser
- Albrecht Karsten
- Ernst Keuchel, Schriftsteller, Russland-Experte
- Fritz Kloppe, Studienrat
- Fritz Knecht
- Lui Koester
- Otto Kredel, Kaufmann
- Walther Kulenkampff, Unternehmer, DVP-Politiker, Mitglied des Reichstags
- Otto Kriegk, Journalist
- Curt Kohlmann
- Eugen Kühnemann
- Franz Langheinrich-Anthos, Journalist
- J. M. (José Maria) Lepanto, Schauspieler, Theaterlehrer
- Herbert Leisegang
- Karl Lerbs
- Erich Lilienthal, Journalist, Romanschriftsteller
- Fritz Lindenberg, Kaufmann
- Friedrich Wilhelm von Loebell, Politiker, Vorsitzender Reichsbürgerrat, preußischer Innenminister a. D.
- Kurt Ulrich von Loebell
- G. Loew-Fränkel
- Anton Lübke, Münster (W.)
- Ludwig Lützow
- Frances Magnus-Hausen, DVP-Politikerin, Mitglied des Reichstags
- Edmund Marhefka, Journalist und Schriftsteller
- Dietrich Freiherr von Massenbach, Luftfahrtexperte, Pilot
- Fritz Matthaei
- Richard May, Journalist, Schriftsteller
- Hermann Meissinger, Rechtsanwalt, Verbandssyndikus, Vereinigte Deutsche Arbeitgeberverbände
- Clara Mende / Klara Mende, DVP-Politikerin, Mitglied des Reichstags
- S. Mette
- F. W. Mohr
- Paul Moldenhauer, Professor für Versicherungswissenschaft, DVP-Politiker, Mitglied des Reichstags
- Walter Moll, Ministerialbeamter, Landrat a. D., Steuerexperte
- Ewald Moritz (Pseudonym Gottfried Zarnow), Journalist, Schriftsteller
- Iwan Moskwitsch
- S. Nast
- Franz Neumann
- F. W. Oenro
- Hans Offe
- Wilhelm Ohnesseit, Generalkonsul a. D.
- Paul Ostwald
- Wolfgang Ottendorf
- Wolfgang Peters
- Ris Petersen, Volkswirt
- Albrecht Philipp, DNVP-Politiker, Mitglied des Reichstags
- Karl Pirath
- Werner Poelchau
- Johannes Popitz, Staatssekretär im Reichsfinanzministerium, Honorarprofessor für Steuerrecht und Finanzwissenschaft
- Raimund Poukar
- R. Preedek
- Erich Quaatz, DNVP-Politiker, Mitglied des Reichstags
- Friedrich Raab, Wirtschaftswissenschaftler, Privatdozent
- Hans Rudolf Rieder, Schriftsteller
- Richard Rieß
- Walter Rochlitz
- Fritz Runkel
- Ermst Schäfer, Ministerialrat, preußisches Justizministerium
- Hans Schauwecker
- Johannes Scheibe
- Fr. H. Schmidt
- Otto Schmidt, Hannover, DNVP-Politiker, Mitglied des Reichstags
- Edgar von Schmidt-Pauli, Schriftsteller
- Heinrich Schoeps, Rektor
- Ernst Scholz, DVP-Politiker, Mitglied des Reichstags
- Walther Schotte
- Erich Edgar Schulze, Korvettenkapitän, DNVP-Politiker, Industriemanager
- Adolf Schwarz
- Heino Schwarz
- Manfred Schwerin
- Ernst Slanina
- Albrecht Sommer, Wirtschaftswissenschaftler
- Wilhelm Spickernagel, DVP-Politiker, Mitglied des Preußischen Landtags
- Heinz Steguweit
- Günther Stein
- Erwin Stranik, österreichischer Journalist und Kulturhistoriker, Romanschriftsteller
- Hermann Strathmann, DNVP-Politiker, Mitglied des Reichstags
- Maria Theodor Strewe, Journalist
- Karl Hans Strobl, österreichischer Schriftsteller
- Johannes Stuhlmacher
- Otto Thiel, DVP-Politiker, Mitglied des Reichstags, Gewerkschafter
- Franz Thierfelder
- Curt Thomalla, Sozialmediziner
- L. Thurneiser
- Albert Trentini
- Hans Dietrich von Trotha
- Leonhard Turneiser, Literaturwissenschaftler, Dresden
- Georg Urbat
- Friedrich Vorwerk, Unternehmer
- Tsan Wan, Universitätsassistent
- Hans-Siegfried Weber
- Irnfried von Wechmar
- Carl Widar
- Erich Widdecke
- Kurt Winkler
- Max Joseph Wolff (Pseudonym Allemand Daudet), Journalist und Schriftsteller
- Lutz Wurm
- C. H. Wutkowski
- Ibrahim J. Youssef
- Cai Yuanpei / Tsai Yuan Pei, Rektor, National-Universität Peking
- Hans Zeeck
- Job Zimmermann